# Tihhon Šišov
Tihhon Šišov (Tallinn, 11 febbraio 1983) è un calciatore estone, difensore del Sillmae Kalev e della Nazionale estone.